# Chromadorissa beklemishevi
Chromadorissa beklemishevi is een rondwormensoort uit de familie van de Chromadoridae. De wetenschappelijke naam van de soort is voor het eerst geldig gepubliceerd in 1917 door Filipjev.